# (34902) 2728 P-L
2728 P-L (asteroide 34902) é um asteroide da cintura principal. Possui uma excentricidade de 0.06903450 e uma inclinação de 10.84783º.
Este asteroide foi descoberto no dia 24 de setembro de 1960 por Cornelis Johannes van Houten e Ingrid van Houten-Groeneveld e Tom Gehrels em Palomar.